# Francesco De Hruschka
Francesco De Hruschka (1813-1888) fue un oficial y apicultor austríacoitaliano conocido como el inventor del extractor de miel, un invento que presentó en 1865 en la Conferencia de Apicultores de Brno.
Prestó servicios al ejército y la armada imperial austríaca. Se retiró con el grado de mayor y regresó a su tierra natal cerca de Venecia, Italia. Allí instaló una empresa grande que exportaba abejas Italianas a Alemania, también fabricaba colmenas y otros artículos.
En la reunión de la Asociación de Apicultura de Brünnen (Brno) en 1865, a la cual asistían personalidades como Gregorio Mendel exponiendo trabajos en 1871, y en la Exposición de Insectos de París en 1868, De Hruschka presentó un extractor de miel tangencial accionado por correas. Su inspiración provino de observar a su hijo que revoleaba algunos panales en una canasta encima de su cabeza. El extractor de miel fue presentado bajo el nombre comercial de De Hruschka que era Angelo Lessane, Dolo, Venecia.  
En 1873 F. R. Cheshire describió esta máquina como una adaptación de la secadora centrífuga, consistente en una tina de madera dentro de la cual rotaba una jaula metálica perforada con el extremo superior abierto. La jaula interna giraba sobre un eje tirado al principio por una cuerda, pero en modelos posteriores por una correa sin fin de una rueda de transmisión.
Al poco tiempo de ser observado este extractor en Inglaterra y Estados Unidos surgieron variaciones de esta máquina, reemplazando la tina de madera, por hojalata con todas las combinaciones posible de partes móviles y tambores interiores y exteriores, equipos para invertir los cuadros móviles con los panales sin necesidad de retirarlos de la jaula, y variaciones en la jaula. Estas adaptaciones continúan hasta nuestros días, siguiendo todas el mismo principio de extracción de la miel, que es la fuerza centrífuga.
Es por ello que podemos atribuir a Francesco De Hruschka, la invención del extractor de miel centrífugo. La importancia de este descubrimiento es crucial para el desarrollo de la apicultura, debido a que ya no es necesaria la destrucción del panal para obtener la miel, con lo cual se deja de sacrificar las mejores colmenas para obtener el producto. Sin duda es una invención asociada a la aparición del cuadro móvil de Lorenzo Langstroth.